# Seventh Heaven (Buck-Tick-album)
A Seventh Heaven a Buck-Tick japán rockegyüttes harmadik nagylemeze, mely 1988-ban jelent meg.
2002-ben digitálisan újramaszterelték, majd 2007-ben ismét újramaszterelték. 3. helyet érte el az Oricon albumlistáján, és 1. helyet az LP (hosszanjátszó) listán.

## Dallista
Az összes dalszöveg szerzője Szakurai Acusi, kivéve, ahol külön jelezve van; az összes szám szerzője Imai Hiszasi, kivéve, ahol külön jelezve van.
| 1.    | Fragile Article (instrumentális)     |              |                 | 1:22 |
| 2.    | ...In Heaven...                      |              |                 | 3:52 |
| 3.    | Capsule Tears -Plastic Syndrome III- | Imai Hiszasi |                 | 4:45 |
| 4.    | Castle in the Air                    | Imai Hiszasi |                 | 4:29 |
| 5.    | Oriental Love Story                  |              |                 | 6:26 |
| 6.    | Physical Neurose                     | Imai Hiszasi |                 | 2:56 |
| 7.    | Desperate Girl                       |              | Hosino Hidehiko | 3:20 |
| 8.    | Victims of Love                      |              |                 | 4:26 |
| 9.    | Memories...                          |              |                 | 3:49 |
| 10.   | Seventh Heaven                       | Imai Hiszasi |                 | 5:12 |
| 40:45 |                                      |              |                 |      |

| 11. | Sexual Intercourse (A Sexual XXXXX! eredeti verziója)                                   | 3:29 |
| 12. | ...In Heaven.../Moonlight (élő felvétel, Climax Together koncert, 1992. szeptember 11.) | 7:41 |